# Station Hurko
Station Hurko is een spoorwegstation in de Poolse plaats Hurko.